# Déborah Garcia
Pour les articles homonymes, voir García.
Déborah Garcia, née le 17 octobre 1994 à Perpignan, est une footballeuse française évoluant au poste de gardienne de but au Rodez Aveyron Football.

## Biographie

### Carrière en club
Déborah Garcia commence le football à l'âge de 5 ans dans le club de Canet-en-Roussillon. Elle y joue jusqu'à l'âge de 14 ans avec les garçons. Elle rejoint ensuite en 2010 le Toulouse Football Club pour évoluer avec des féminines. Elle passe alors la première année avec les U19 du club avant d'intégrer l'équipe première les deux saisons suivantes. En 2013, elle s'engage au Rodez Aveyron Football évoluant en D1.
En 2019, après une défaite 3-1 face à Metz, elle est reléguée avec son équipe en D2. Pour la saison 2020-2021, elle devient capitaine de la formation ruthénoise.

### Carrière en sélection
Déborah Garcia remporte avec l'équipe de France des moins des 20 ans la médaille de bronze de la Coupe du monde au Canada en septembre 2014.
En juin 2016, elle devient championne du monde avec l'équipe de France militaire, à Vannes.

## Palmarès

### En sélection
France -20 ans
- Coupe du monde féminine U20
  - Médaille de bronze : 2014

 France militaire
- Coupe du monde militaire (1)
  - Championne : 2016

## Statistiques
| Saison                | Club                  | Championnat           | Championnat | Championnat | Coupe(s) nationale(s) | Coupe(s) nationale(s) | Total | Total |
| Saison                | Club                  | Division              | M.          | B.          | M.                    | B.                    | M.    | B.    |
| 2010-2011             | Toulouse FC           | Division 1            | 0           | 0           | 1                     | 0                     | 1     | 0     |
| 2011-2012             | Toulouse FC           | Division 2            | 17          | 0           | 5                     | 0                     | 22    | 0     |
| 2012-2013             | Toulouse FC           | Division 1            | 15          | 0           | 3                     | 0                     | 18    | 0     |
| Sous-total            | Sous-total            | Sous-total            | 32          | 0           | 9                     | 0                     | 41    | 0     |
| 2013-2014             | Rodez AF              | Division 1            | 16          | 0           |                       |                       | 16    | 0     |
| 2014-2015             | Rodez AF              | Division 1            | 13          | 0           | 1                     | 0                     | 14    | 0     |
| 2015-2016             | Rodez AF              | Division 1            | 21          | 0           | 0                     | 0                     | 21    | 0     |
| 2016-2017             | Rodez AF              | Division 1            | 3           | 0           | 4                     | 0                     | 7     | 0     |
| 2017-2018             | Rodez AF              | Division 1            | 17          | 0           | 1                     | 0                     | 18    | 0     |
| 2018-2019             | Rodez AF              | Division 1            | 10          | 0           | 0                     | 0                     | 10    | 0     |
| 2019-2020             | Rodez AF              | Division 2            | 10          | 0           | 2                     | 0                     | 12    | 0     |
| 2020-2021             | Rodez AF              | Division 2            | 2           | 0           | 0                     | 0                     | 2     | 0     |
| Sous-total            | Sous-total            | Sous-total            | 92          | 0           | 8                     | 0                     | 100   | 0     |
| Total sur la carrière | Total sur la carrière | Total sur la carrière | 124         | 0           | 17                    | 0                     | 141   | 0     |